# Richard de Millau
Richard de Millau (Milhau), mort le 15 février 1121, est un des principaux acteurs de la réforme grégorienne mise en œuvre dans le Sud de la France au tournant des XIe et XIIe siècles.
Créé cardinal en 1078, élu abbé de Saint-Victor de Marseille (1079-1106), nommé légat pontifical, puis archevêque de Narbonne (1106-1121), il est un acteur majeur de la politique pontificale de reprise en main de la hiérarchie de l'Église, entre Toulouse et Marseille.
Toute sa vie de prélat de l'Église catholique sera marquée par la Querelle des investitures qui oppose la papauté et l'empereur du Saint-Empire entre 1075 et 1122. Une grande part de son action se déroule sur les terres provençales qui font partie intégrante du Royaume de Bourgogne, rattaché au Saint-Empire.
Issu d'une maison extrêmement puissante à cette époque, celle des vicomtes de Millau, son action est aussi marquée par la permanence des stratégies de pouvoir des familles aristocratiques.

## Une famille puissante

### Les vicomtes de Millau
Richard de Millau est l'un des fils de Richard II, vicomte de Millau et de Rixinde, fille de Bérenger (it), vicomte de Narbonne. Il fait donc partie de la famille vicomtale de Millau et du Gévaudan, qui achètera aussi au début du XIIe siècle les droits sur le comté de Rodez au comte de Toulouse. Par sa mère, il est allié à la famille vicomtale de Narbonne, elle-même proche des comtes de Besalù (Gérone, Catalogne) et de la maison de Carcassonne.
On lui connaît au moins sept frères et sœurs. Trois fils (Bérenger, Raimond et Hugues) se partagent le pouvoir vicomtal. Richard se destine à la carrière ecclésiastique comme son frère Bernard à qui il succède en tant qu'abbé de Saint-Victor de Marseille.

### Liens avec les autres familles aristocratiques du Midi

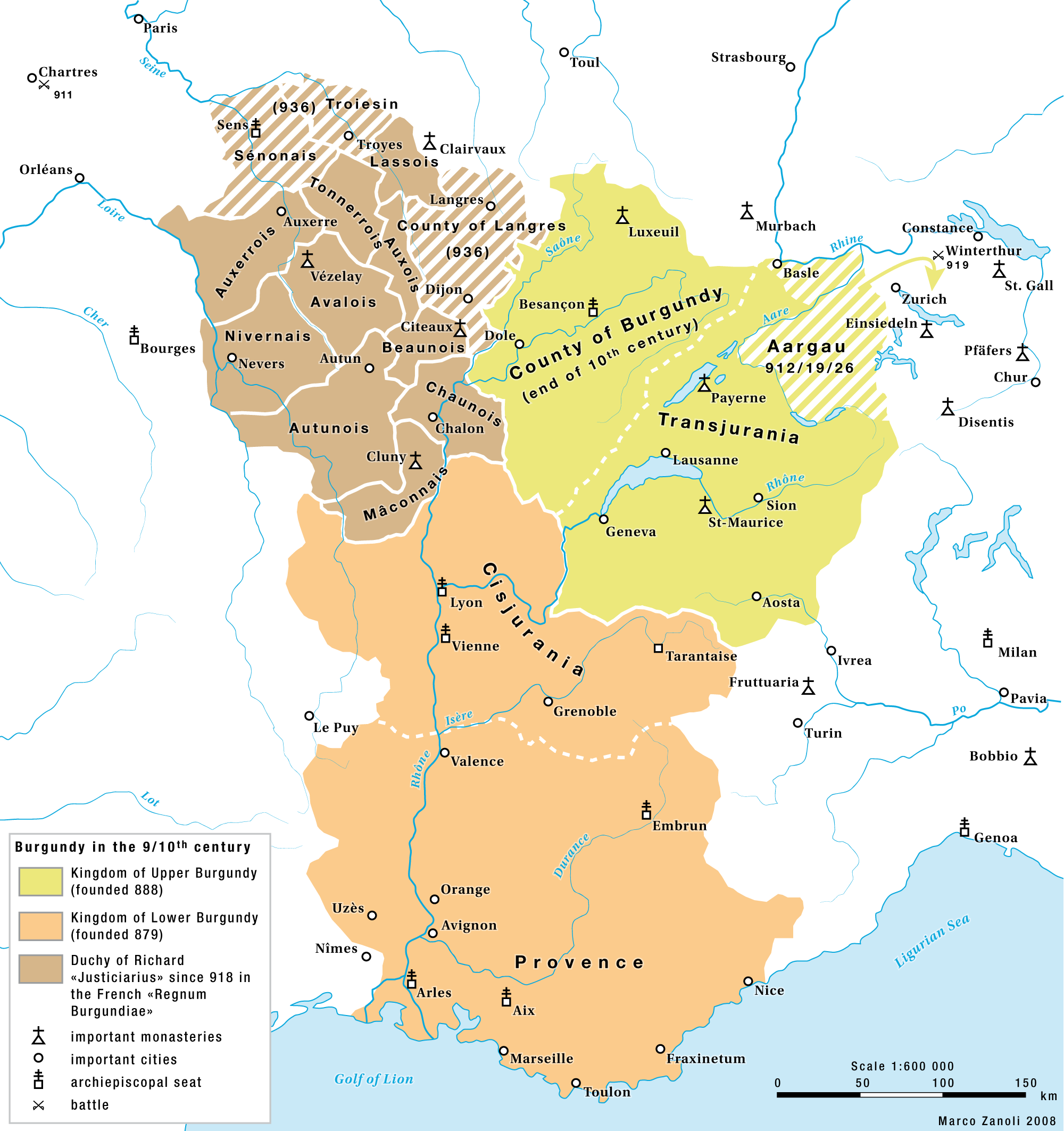
La Provence et le royaume de Bourgogne au XIe siècle

Le mariage de son frère, le vicomte Bérenger (1051-mort entre 1080 et 1097) avec  Adèle de Carlat, l’héritière des vicomtes de Carlat et de Lodève, renforce le réseau des relations de la famille vicomtale.
Une de ses sœurs, Arsinde, épouse un seigneur du Rouergue, Aicfred de Lévézou, une autre un vicomte de Bruniquel, et enfin, une troisième, Rixendis, se mariant avec Jaufre Ier, vicomte de Marseille, vers 1050, lui permet de s'allier avec cette famille des vicomtes de Marseille : beau-frère de Guilhem III  et de Pons II (archevêque de Marseille), et aussi oncle de Uc Jaufre Ier, de Pons de Peynier et de l'archevêque d'Arles, Aicard.
Par son neveu Gerbert ou Gilbert, fils de Bérenger, et époux en (1102) de Gerberge de Provence, il se rapproche des comtes de Provence.
Avec son frère Bernard, ils tissent des liens très étroits entre l’abbaye de Saint-Victor de Marseille et les vicomtes millavois dont les très importants dons et libéralités sont à l'origine de plusieurs importants prieurés victorins en Rouergue et Gévaudan : La Canourgue, Millau, Saint-Léons et Le Poujol.

### Généalogie
Source principale : Florian Mazel - La noblesse et l'Église en Provence, fin Xe-début XIVe siècle
```
 Richard II (? - 1051), 
vicomte de Millau
 (1023) et de 
Gévaudan
 (av.1048) 
 ???? ép. Rixindis (? - ap.1080), fille de Bérenger Ier (? - 1067), 
vicomte de Narbonne
, et de Garsinde de Bésalù (? - 1059)        
       │
       ├─ 
Bérenger
 (v.1026,1029 - ap.1080;v.1090) vicomte de Millau (1051) 
       │  1049  ép. Adela(v.1035 - 1071), 
vicomtesse de Carlat
-Lodève 
       │        │
       │        ├─ 
Richard III
 (v.1050 - 1134), vicomte (v.1090), 
comte de Rodez
 (1112)
       │        └─ 
Gerbert
(v.1053 - v.1110), alias 
Gilbert
 (? - v. 1110), vicomte
       │           1073?ép. 
Gerberge de Provence
, 
comtesse de Provence

       │                │
       │                ├─ 
Douce
 (? - 1127 ou 1129) alias 
Dolça
, épouse en 1112 
Ramon Berenger
, 
comte de Barcelone
 
       │                └─ 
Etiennette
 (? - 1160) alias 
Stéphanie
 ou 
Stéphania
, épouse Raimon des Baux 
       ├─ Raimon 
       ├─ 
Bernat
 (? - 1082), abbé de 
Saint-Victor
 (1064-1079) 
       ├─ 
Richard
 (? - 1121), cardinal-prêtre (1078), abbé de Saint-Victor (1079-1106), 
archevêque de Narbonne
 (1106-1121))
       ├─ Uc
       ├─ Rixindis (av.1035 - ap.1079)
       │  1045  ép. 
Jaufre 
I
er
, 
vicomte de Marseille
 (v.1015-v.1091) 
       │        │
       │        ├─ Jaufre II (av.1050 - ap.1079)
       │        ├─ 
Aicard
(v.1050 - v.1113), 
archevêque d'Arles
 (1070-1080)
       │        ├─ Uc alias Uc Jaufre 
I
er
 (av 1050 - ap.1110), vicomte de Marseille        
       │        ├─ Azalaïs, moniale à 
Saint-Sauveur
 de Marseille (1077) ?
       │        ├─ Raimon (1079)
       │        ├─ 
Pons de Peynier
, vicomte de Marseille (1079-1122)       
       │        ├─ Fouque, moine de 
Saint-Victor
 (1079-1103)
       │        └─ Peire Jaufre, moine  de Saint-Victor (av.1079 - ap.1104)), 
archevêque d'Aix
 (1082-1099 ou 1102), 
       │            retiré à Saint-Victor (1099 ou 1102-ap.1104)
       ├─ Arsindis (? - ?)
       │  ????  ép. Aicfred de Lévézou 
       │        │
       │        └─ 
Arnaud de Lévézou
, archevêque de Narbonne (1112-1149) 
       └─  Y (? - ?)
          ????  ép. X, vicomte de Bruniquel 
                │
                └─ 
Aton de Bruniquel
 (? - 1128), archevêque d'Arles
[
4
]
 (1115-1128)
```

Richard occupe donc une situation exceptionnelle, bénéficiant de liens de parenté l'unissant aux plus grandes familles méridionales, liens dont la papauté va se servir pour imposer la Réforme grégorienne dans le midi.

## Un grégorien actif

### Une carrière ecclésiastique au service du Pape

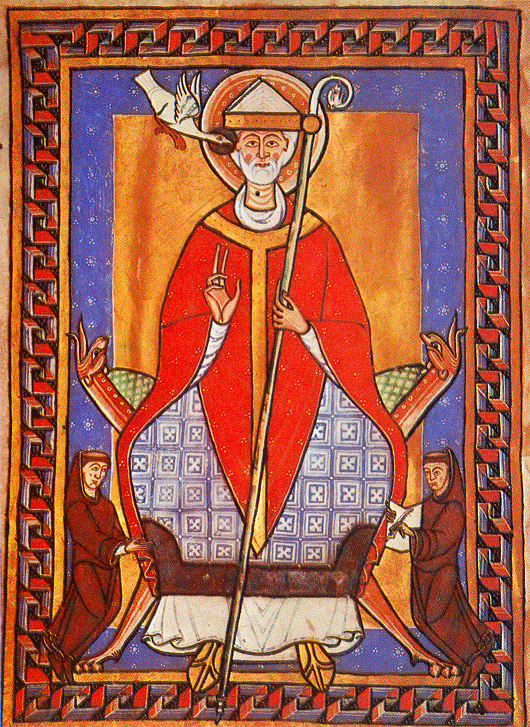
Le pape Grégoire VII, enluminure provenant de la Bibliothèque Marceline Desbordes-Valmore.

Il est créé cardinal-prêtre par le pape Alexandre II, en 1065.
Richard se trouve intimement mêlé à la Querelle des investitures qui oppose la papauté et l'empereur du Saint-Empire entre 1075 et 1122. Il soutient l'antipape Clément III vers 1083, et est de ce fait déposé par Grégoire VII. Richard se repentant, le pape le réinstalle.
Il devient sans doute légat sous le pontificat de Grégoire VII comme Hugues de Die, à Lyon. Il est en légation en Espagne en 1078.
Richard tombe à nouveau en disgrâce sous le pontificat de Victor III (Didier, abbé du Mont-Cassin) dont les conditions de l'élection n'ont pas fait l'unanimité parmi les fidèles de l'ancien pape; le successeur de Grégoire VII excommunie Richard de même qu'Hugues de Die, au concile de Bénévent en août 1087. Le nouveau pape élu, Urbain II, réinstalle le 20 février 1089 Richard dans ses fonctions.
En 1104, agissant à la demande du pape Pascal II, il préside un concile à Troyes destiné à absoudre le roi Philippe Ier et marquant l'alliance entre le royaume de France et la papauté contre l'Empire qui est alors définitivement scellée pour un siècle.
En 1110, il préside un concile à Clermont et un autre à Toulouse convoqué à sa demande, pour réprimer des atteintes à l'abbaye de Mauriac. A cette occasion les clercs réguliers de Saint Augustin anciens possesseurs du monastère de Sant Joan de les Abadesses, réclament leur bien et celui-ci ordonna que les chanoines réguliers dits de Saint-Ruf s'y installent

### Abbé de Saint-Victor de Marseille

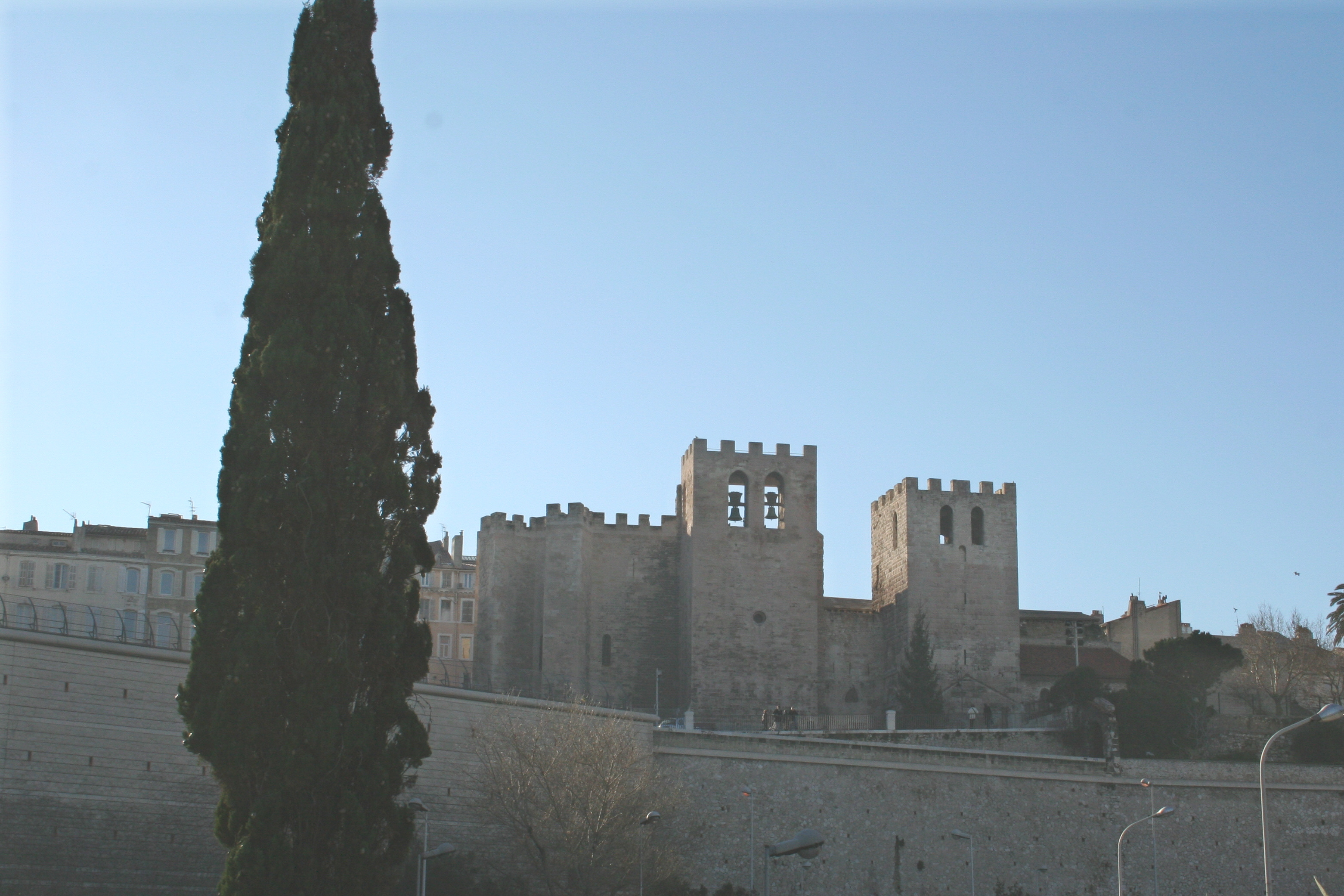
L'abbaye de Saint-Victor. Façade Nord des s donnant sur le Vieux-Port de Marseille.

À la mort de son frère Bernard après quatorze ans d'abbatiat (1065-1079) de Saint-Victor de Marseille, la charge d'abbé en revint à Richard ; il le restera à son tour vingt-sept années, jusqu'en 1106.
Richard, oncle maternel de l'archevêque d'Arles Aicard, prend le  parti du pape et du comte dans le conflit les opposant à son neveu qu'il destitue de sa charge d'archevêque d'Arles lors du concile d'Avignon de 1080. Abbé de Saint-Victor, il est placé à la tête de l'abbaye de Montmajour par le pape Grégoire VII par la bulle du 18 avril 1081.
À la suite de l’éclipse des sièges d’Arles et de Narbonne marquée par l'excommunication des deux archevêques, opération dans laquelle Richard avait été un acteur actif, les papes  favorisent l’émergence à la tête du mouvement grégorien méridional des abbés de Saint-Victor de Marseille, initialement avec Bernat (1065-1079), puis Richard qui devient le grand promoteur de la réforme épiscopale en Provence et Languedoc en s'appuyant sur ses pouvoirs de cardinal-légat, sur sa fonction d'abbé de la plus puissance abbaye méridionale et sur sa puissante parenté.
Au début des années 1080, Richard parvient ainsi à installer des moines de son monastère sur les  sièges épiscopaux en commençant par les évêchés les plus proches de son abbaye : Marseille et Aix-en-Provence. À Aix, il s'agit d'un membre de la famille vicomtale de Marseille qu'il a su gagner à la cause grégorienne, à Marseille, d'un moine d'origine plus modeste.
Richard joue également un rôle important dans l'implantation des moines victorins de Marseille au sein de la cité narbonnaise, malgré l'opposition canoniale.
Parallèlement, il s'occupe des affaires de Saint-Victor. Le Grand cartulaire de l’abbaye, commencé sous l’abbatiat de son frère Bernat dans les années 1070, est achevé avant 1100 sous sa direction.
En 1099, Richard de Millau, place de nouveau des moniales bénédictines au monastère de Sant Joan de les Abadesses. C'est à la suite d'un violent conflit avec les chanoines qui revendiquaient l’établissement qui expliquerait le transfert à Marseille d’originaux anciens. Un mémoire rédigé par les chanoines éconduits nous apprend que le comte de Besalù s’était emparé des archives et que Richard de Millau, avait fait usage des privilèges de l’ancien monastère.

### Archevêque de Narbonne

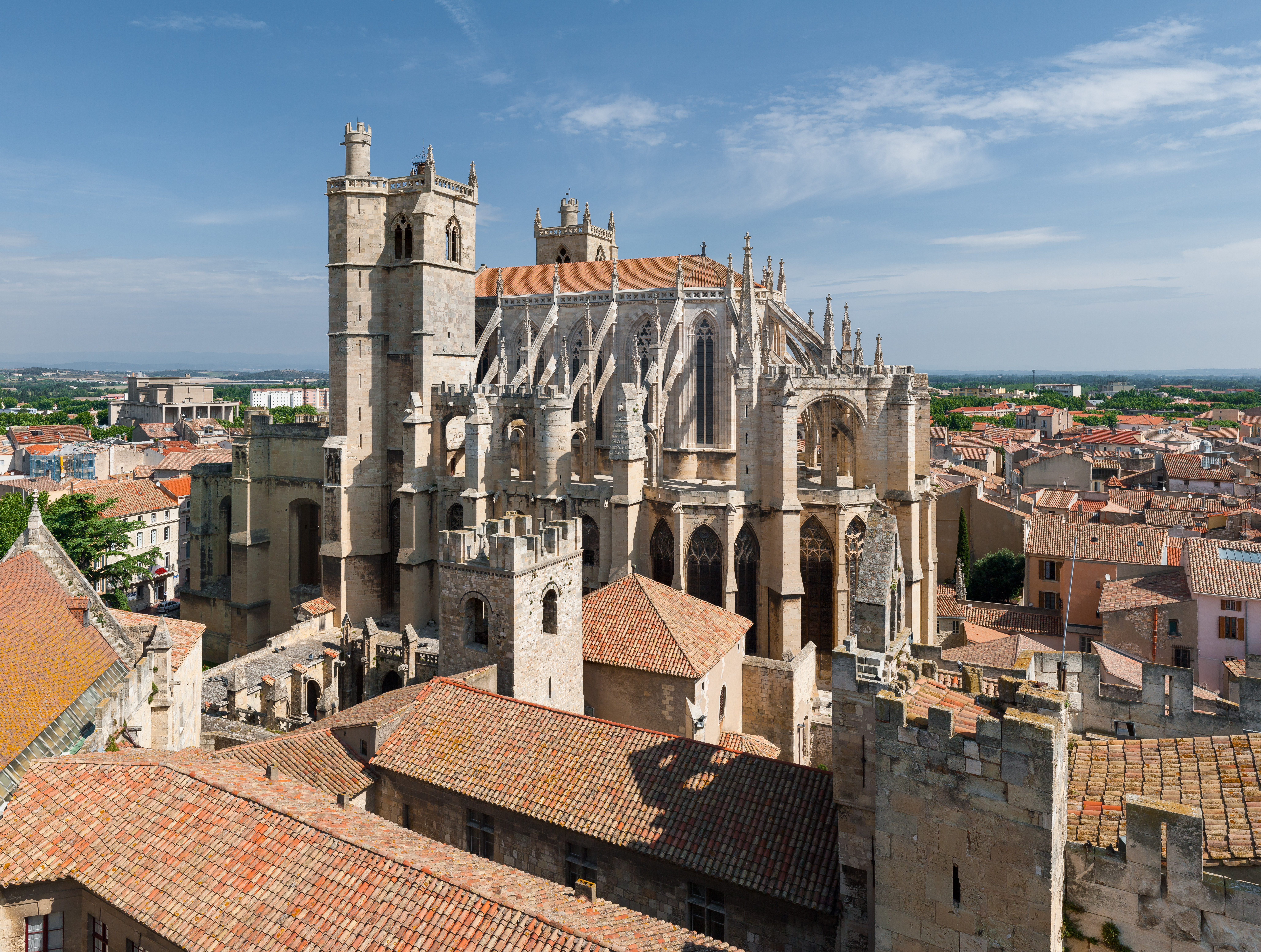
Cathédrale Saint-Just-et-Saint-Pasteur de Narbonne, construite au XIIIème sur le site de la cathédrale du IXe siècle

Il est nommé archevêque de Narbonne en 1106, mais dès la fin du XIe siècle, il tend aussi, par une politique matrimoniale active, à unir les grands lignages de Provence avec ceux du Languedoc ou de la Catalogne. Son action est probablement prépondérante lors de l'avènement de la deuxième maison des comtes de Provence. Le 3 février 1112 à Saint-Victor de Marseille et non à la cathédrale Saint-Trophime d'Arles alors capitale du comté de Provence, le comte de Barcelone Raimond Bérenger épouse Douce la fille aînée de Gerberge de Provence, comtesse de Provence. L'Église qui profite de l'absence de la maison de Toulouse aurait pu avoir arrangé ce mariage. Édouard Baratier écrit : 
Cette union a peut-être été favorisée par la cardinal Richard de Millau, ancien abbé de Saint-Victor, devenu archevêque de Narbonne. En un minimum de temps plusieurs donations successives légitiment l’autorité du comte barcelonais sur la Provence.
On peut également rappeler que l'abbaye de Saint-Victor avait à cette époque de nombreux domaines en Catalogne, ce qui explique probablement les contacts de l'Église avec les princes Catalans par l'intermède d'anciens abbés de ce monastère. Quoi qu'il en soit, par ce mariage, le comté de Provence passe grâce à une série de donations, de la comtesse Gerberge de Provence à Raimond Berenger.
D'après Joseph Vaissète, il participe à la désignation de son neveu Atton, de la famille des vicomtes de Millau - comme lui et la comtesse de Provence Douce - à l'archiépiscopat d'Arles en 1115.
En 1116, le comte de Cerdagne Bernat Guillem reconnait la juridiction de l'archevêque en Capcir et Donezan à l'occasion de la consécration de l'église Saint-Sauveur-des-Angles, où Richard achète le cimetière pour la nouvelle paroisse.
Il décède le 15 février 1121 et son neveu Arnaud de Lévézou lui succède comme archevêque de Narbonne le 16 avril de la même année.

## Un représentant des Millau-Gévaudan
En dépit de son soutien à la réforme grégorienne, Richard apparait constamment comme un représentant fidèle à sa famille des Millau-Gévaudan. Usant de son rôle de dirigeant du mouvement réformateur et de sa proximité avec l'abbaye de Saint-Victor, il favorise « la sortie de sa famille de son réduit montagnard » et l’accession de proches à d’importants postes de pouvoir en Provence et Languedoc, au détriment d’autres familles aristocratiques.
Ainsi, en 1073[réf. nécessaire] il joue un rôle, semble-t-il, décisif dans le mariage de son neveu Gilbert de Gévaudan avec Gerberge, la comtesse de Provence. En 1112, il écarte de la succession de ce même comté, les familles locales rivales en intervenant pour les comtes de Barcelone.
Il favorise également, contre les intérêts de la famille de Narbonne, un autre de ses neveux, Arnaud de Lévézou pour sa propre succession à l’archevêché de Narbonne en 1121.
Enfin, de nombreux indices laissent penser que ce soit un autre neveu, Atton de Bruniquel, que Richard place en 1115 sur le diocèse d’Arles après l'épisode compliqué des archiépiscopats d’Aicard et de Gibelin.
L’action de Richard de Millau montre donc qu'autour de l'an 1100, la diffusion des idées grégoriennes dans le Midi se mêle étroitement aux rivalités des familles comtales et vicomtales locales.